# Pas de deux

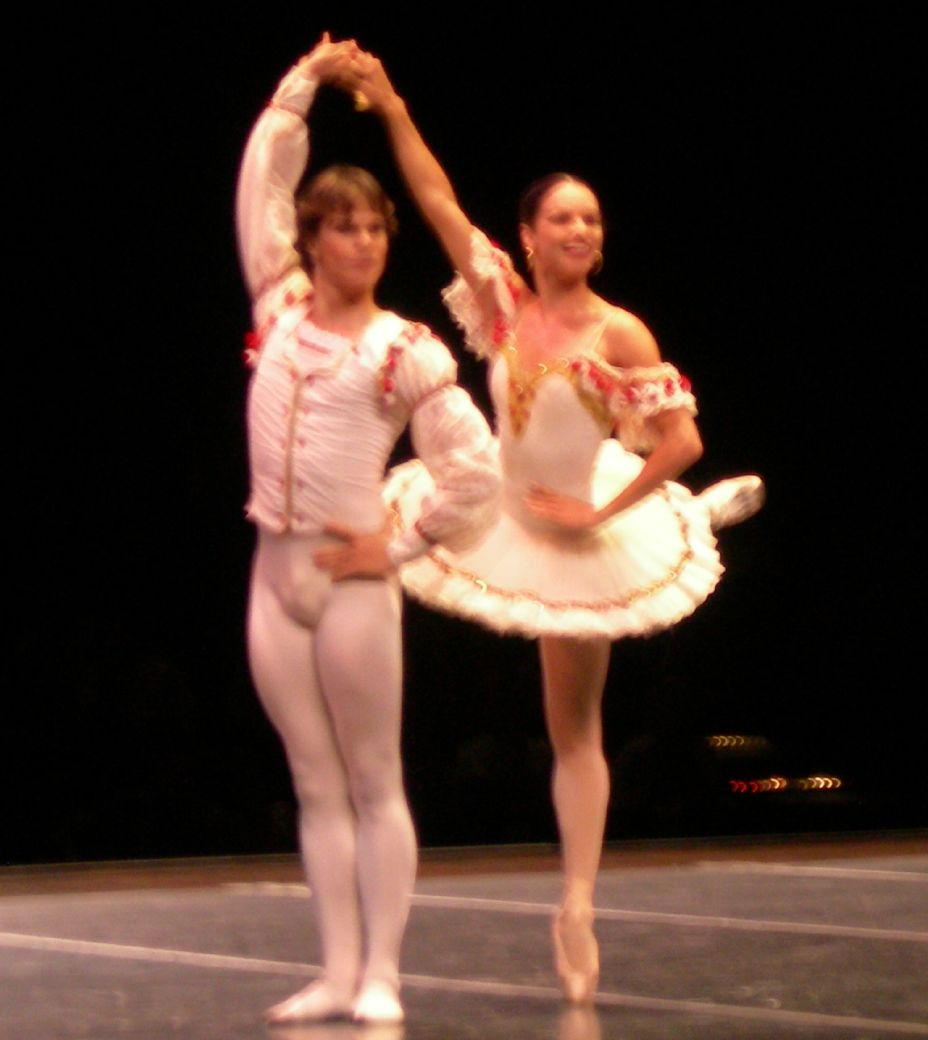
Tancerz i tancerka wykonujący pas de deux

Pas de deux (wym. pɑ d(ə) dø) – duet w balecie klasycznym, taniec wykonywany przez pierwszego solistę i pierwszą solistkę, którego celem jest ukazanie ich kunsztu tanecznego. W tradycyjnej wersji składa się z następujących części:
- entrée (wejście)
- adagio (część wolna, tańczona razem)
- wariacja męska
- wariacja żeńska
- coda (finał, tańczony razem)